# Cynisca kraussi
Cynisca kraussi — вид плазунів з родини амфісбенових (Amphisbaenidae). Ендемік Гани.

## Поширення і екологія
Cynisca kraussi відомі з типової місцевості, розташованої серед пагорбів Бандаі в регіоні Ашанті на південному заході Гани, на висоті 500 м над рівнем моря. Вони живуть в сухих тропічних лісах.